# Rally di Monte Carlo 2001

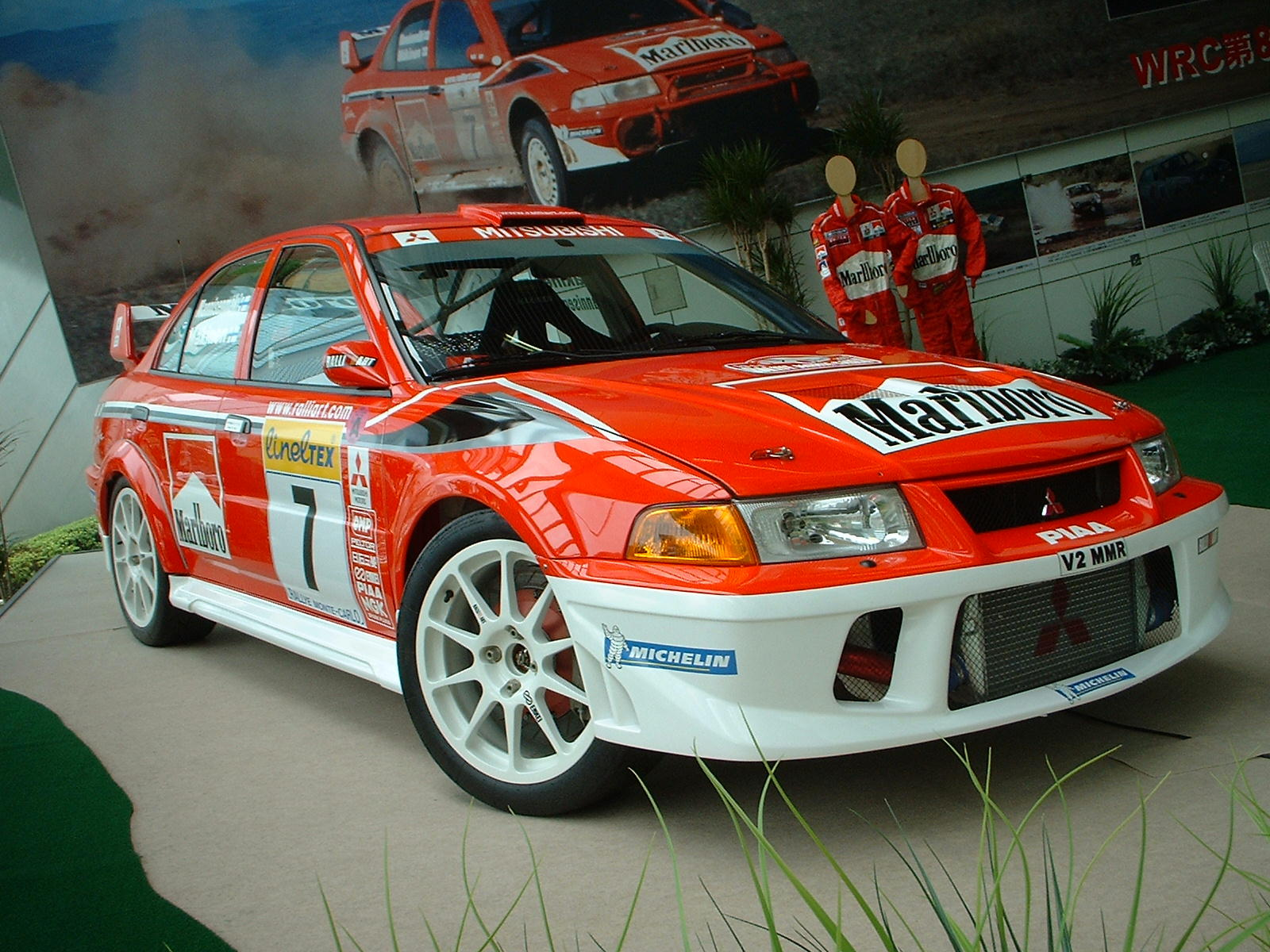
La Mitsubishi Lancer Evo 6.5 di Tommi Mäkinen e Risto Mannisenmäki, vincitori dell'edizione 2001

Il Rally di Monte Carlo 2001, ufficialmente denominato 69ème Rallye Automobile de Monte-Carlo, è stata la prima prova del campionato del mondo rally 2001 nonché la sessantanovesima edizione del Rally di Monte Carlo e la ventisettesima con valenza mondiale. 

## Riepilogo
La manifestazione si è svolta dal 19 al 21 gennaio sugli asfalti ghiacciati delle Alpi francesi a nord del Principato di Monaco con base a Monte Carlo.
L'evento è stato vinto dal finlandese Tommi Mäkinen, navigato dal connazionale Risto Mannisenmäki, al volante di una Mitsubishi Lancer Evo 6.5 della squadra Marlboro Mitsubishi Ralliart, davanti alla coppia spagnola formata da Carlos Sainz e Luis Moya su Ford Focus RS WRC 01 della scuderia Ford Motor Co. Ltd., e a quella francese composta da François Delecour e Daniel Grataloup, compagni di squadra di Sainz e Moya.
Lo svizzero Olivier Gillet, navigato dal monegasco Freddy Delorme, ha invece conquistato la vittoria nella Coppa FIA piloti gruppo N su Mitsubishi Lancer Evo VI.

## Dati della prova
| Denominazione ufficiale             | Rallye Automobile de Monte-Carlo |
| Edizione N°                         | 69 |
| Tappa N°                            | 1 di 14 |
| Data manifestazione                 | da venerdì 19/01/2001 a domenica 21/01/2001 |
| Sede ospitante                      | Monaco (Principato di Monaco) |
| Sedi del parco assistenza           | Prima frazione: Saint-André-les-Alpes (Alpi dell'Alta Provenza, Provenza-Alpi-Costa Azzurra, Francia). Seconda frazione: Digne-les-Bains (Alpi dell'Alta Provenza). Terza frazione: Monaco (Principato di Monaco). |
| Superficie                          | Asfalto/Neve |
| Iscritti                            | 60 |
| Partiti                             | 56 |
| Arrivati                            | 27 (48,2%) |
| Prove speciali previste             | 15 |
| Prove speciali disputate            | 14 (1 cancellata) |
| Prova più breve                     | 14,75 km (PS6 e PS9: Clumanc) |
| Prova più lunga                     | 36,69 km (PS8 e PS11: Sisteron) |
| Prova più lenta                     | velocità media di 65,98 km/h (PS1: Roquesteron 1) |
| Prova più veloce                    | velocità media di 89,54 km/h (PS5: Comps 1) |
| Lunghezza prove speciali previste   | 373,06 km |
| Lunghezza prove speciali disputate  | 352,53 km (20,3% della distanza totale effettiva - cancellati 20,53 km) |
| Lunghezza complessiva trasferimenti | 1386,28 km |
| Distanza totale effettiva           | 1738,81 km |
| Media oraria del vincitore          | velocità media di 76,1 km/h (352,53 km in 4h38'04"3) |

## Itinerario
| Frazione            | Prova  | Ora    | Nome                                        | Partenza                                    | Arrivo                                      | Lunghezza | Totale    |
| ------------------- | ------ | ------ | ------------------------------------------- | ------------------------------------------- | ------------------------------------------- | --------- | --------- |
| Frazione 1 (19 gen) |        | 09:00  | Assistenza – Saint-André-les-Alpes (10 min) | Assistenza – Saint-André-les-Alpes (10 min) | Assistenza – Saint-André-les-Alpes (10 min) | –         | 141,74 km |
| Frazione 1 (19 gen) | PS1    | 10:03  | Bif. D5/D10 - Roquesteron 1                 | Saint-Auban                                 | Sigale                                      | 22,89 km  | 141,74 km |
| Frazione 1 (19 gen) | PS2    | 10:46  | St. Pierre - Entrevaux 1                    | Saint-Pierre                                | Entrevaux                                   | 30,34 km  | 141,74 km |
| Frazione 1 (19 gen) |        | 12:06  | Assistenza – Saint-André-les-Alpes (20 min) | Assistenza – Saint-André-les-Alpes (20 min) | Assistenza – Saint-André-les-Alpes (20 min) | –         | 141,74 km |
| Frazione 1 (19 gen) | PS3    | 13:19  | Bif. D5/D10 - Roquesteron 2                 | Saint-Auban                                 | Sigale                                      | 22,89 km  | 141,74 km |
| Frazione 1 (19 gen) | PS4    | 14:02  | St. Pierre - Entrevaux 2                    | Saint-Pierre                                | Entrevaux                                   | 30,34 km  | 141,74 km |
| Frazione 1 (19 gen) |        | 15:40  | Assistenza – Saint-André-les-Alpes (20 min) | Assistenza – Saint-André-les-Alpes (20 min) | Assistenza – Saint-André-les-Alpes (20 min) | –         | 141,74 km |
| Frazione 1 (19 gen) | PS5    | 17.03  | Comps - Castellane 1                        | Comps-sur-Artuby                            | Castellane                                  | 20,53 km  | 141,74 km |
| Frazione 1 (19 gen) | PS6    | 18:09  | Clumanc - Lambruisse 1                      | Clumanc                                     | Lambruisse                                  | 14,75 km  | 141,74 km |
| Frazione 1 (19 gen) |        | 18:45  | Assistenza – Saint-André-les-Alpes (45 min) | Assistenza – Saint-André-les-Alpes (45 min) | Assistenza – Saint-André-les-Alpes (45 min) | –         | 141,74 km |
|                     |        |        |                                             |                                             |                                             |           |           |
| Frazione 2 (20 gen) |        | 08:40  | Assistenza – Digne-les-Bains (10 min)       | Assistenza – Digne-les-Bains (10 min)       | Assistenza – Digne-les-Bains (10 min)       | –         | 132,78 km |
| Frazione 2 (20 gen) | PS7    | 09:53  | Bif. D1/C1 - Turriers                       | Saint-Martin-lès-Seyne                      | Turriers                                    | 24,12 km  | 132,78 km |
| Frazione 2 (20 gen) | PS8    | 11:06  | Sisteron - Thoard 1                         | Sisteron                                    | Thoard                                      | 36,69 km  | 132,78 km |
| Frazione 2 (20 gen) |        | 12:21  | Assistenza – Digne-les-Bains (20 min)       | Assistenza – Digne-les-Bains (20 min)       | Assistenza – Digne-les-Bains (20 min)       | –         | 132,78 km |
| Frazione 2 (20 gen) | PS9    | 13:34  | Clumanc - Lambruisse 2                      | Clumanc                                     | Lambruisse                                  | 14,75 km  | 132,78 km |
| Frazione 2 (20 gen) | PS10   | 15:07  | Comps - Castellane 2                        | Comps-sur-Artuby                            | Castellane                                  | 20,53 km  | 132,78 km |
| Frazione 2 (20 gen) |        | 16:47  | Assistenza – Digne-les-Bains (20 min)       | Assistenza – Digne-les-Bains (20 min)       | Assistenza – Digne-les-Bains (20 min)       | –         | 132,78 km |
| Frazione 2 (20 gen) | PS11   | 18:00  | Sisteron - Thoard 2                         | Sisteron                                    | Thoard                                      | 36,69 km  | 132,78 km |
| Frazione 2 (20 gen) |        | 19:15  | Assistenza – Digne-les-Bains (45 min)       | Assistenza – Digne-les-Bains (45 min)       | Assistenza – Digne-les-Bains (45 min)       | –         | 132,78 km |
|                     |        |        |                                             |                                             |                                             |           |           |
| Frazione 3 (20 gen) |        | 08:03  | Assistenza – Monte Carlo (10 min)           | Assistenza – Monte Carlo (10 min)           | Assistenza – Monte Carlo (10 min)           | –         | 98,54 km  |
| Frazione 3 (20 gen) | PS12   | 09:08  | Sospel - La Bollene 1                       | Sospel                                      | La Bollène-Vésubie                          | 32,72 km  | 98,54 km  |
| Frazione 3 (20 gen) | PS13   | 10:03  | Loda - Luceram 1                            | Lantosque                                   | Lucéram                                     | 16,55 km  | 98,54 km  |
| Frazione 3 (20 gen) |        | 11:13  | Assistenza – Monte Carlo (20 min)           | Assistenza – Monte Carlo (20 min)           | Assistenza – Monte Carlo (20 min)           | –         | 98,54 km  |
| Frazione 3 (20 gen) | PS14   | 12:28  | Sospel - La Bollene 2                       | Sospel                                      | La Bollène-Vésubie                          | 32,72 km  | 98,54 km  |
| Frazione 3 (20 gen) | PS15   | 13:23  | Loda - Luceram 2                            | Lantosque                                   | Lucéram                                     | 16,55 km  | 98,54 km  |
| Frazione 3 (20 gen) |        | 14:35  | Assistenza – Monte Carlo (20 min)           | Assistenza – Monte Carlo (20 min)           | Assistenza – Monte Carlo (20 min)           | –         | 98,54 km  |
| Totale              | Totale | Totale | Totale                                      | Totale                                      | Totale                                      | Totale    | 373,06 km |

## Risultati

### Classifica
| Pos.                      | Nº       | Pilota            | Copilota           | Auto                          | Squadra                      | Classe/Validità | Tempo     | Distacco | Punti    |
| Generale                  | Generale | Generale          | Generale           | Generale                      | Generale                     | Generale        | Generale  | Generale | Generale |
| ------------------------- | -------- | ----------------- | ------------------ | ----------------------------- | ---------------------------- | --------------- | --------- | -------- | -------- |
| 1.                        | 7        | Tommi Mäkinen     | Risto Mannisenmäki | Mitsubishi Lancer Evo 6.5     | Marlboro Mitsubishi Ralliart | WRC             | 4h38'04"3 | –        | 10       |
| 2.                        | 3        | Carlos Sainz      | Luis Moya          | Ford Focus RS WRC 01          | Ford Motor Co. Ltd.          | WRC             | 4h39'05"1 | +1'00"8  | 6        |
| 3.                        | 17       | François Delecour | Daniel Grataloup   | Ford Focus RS WRC 01          | Ford Motor Co. Ltd.          | WRC             | 4h40'09"6 | +2'05"3  | 4        |
| 4.                        | 11       | Armin Schwarz     | Manfred Hiemer     | Škoda Octavia WRC Evo2        | Škoda Motorsport             | WRC             | 4h40'30"3 | +2'26"0  | 3        |
| 5.                        | 19       | Toni Gardemeister | Paavo Lukander     | Peugeot 206 WRC (2000)        | -                            | WRC             | 4h43'56"4 | +5'52"1  | 2        |
| 6.                        | 8        | Freddy Loix       | Sven Smeets        | Mitsubishi Carisma GT Evo 6.5 | Marlboro Mitsubishi Ralliart | WRC             | 4h44'30"2 | +6'25"9  | 1        |
| 7.                        | 10       | Alister McRae     | David Senior       | Hyundai Accent WRC            | Hyundai Castrol WRT          | WRC             | 4h47'08"3 | +9'04"0  | -        |
| 8.                        | 12       | Bruno Thiry       | Stéphane Prévot    | Škoda Octavia WRC Evo2        | Škoda Motorsport             | WRC             | 4h51'59"3 | +13'55"0 | -        |
| 9.                        | 44       | Olivier Gillet    | Freddy Delorme     | Mitsubishi Lancer Evo VI      | -                            | N4 / Gr. N      | 4h54'28"2 | +16'23"9 | -        |
| 10.                       | 23       | Manfred Stohl     | Peter Müller       | Mitsubishi Lancer Evo VI      | -                            | N4 / Gr. N      | 4h55'54"6 | +17'50"3 | -        |
| Coppa FIA piloti gruppo N |          |                   |                    |                               |                              |                 |           |          |          |
| 1. (9.)                   | 44       | Olivier Gillet    | Freddy Delorme     | Mitsubishi Lancer Evo VI      | -                            | N4 / Gr. N      | 4h54'28"2 | –        | 10       |
| 2. (10.)                  | 23       | Manfred Stohl     | Peter Müller       | Mitsubishi Lancer Evo VI      | -                            | N4 / Gr. N      | 4h55'54"6 | +1'26"4  | 6        |
| 3. (11.)                  | 24       | Gustavo Trelles   | Jorge del Buono    | Mitsubishi Lancer Evo VI      | -                            | N4 / Gr. N      | 4h56'41"5 | +2'13"3  | 4        |
| 4. (12.)                  | 26       | Gabriel Pozzo     | Edgardo Galindo    | Mitsubishi Lancer Evo VI      | -                            | N4 / Gr. N      | 4h57'14"9 | +2'46"7  | 3        |
| 5. (13.)                  | 54       | Marcos Ligato     | Ruben Garcia       | Mitsubishi Lancer Evo VI      | -                            | N4 / Gr. N      | 5h01'41"2 | +7'13"0  | 2        |
| 6. (16.)                  | 53       | David Truphemus   | Pascal Saivre      | Mitsubishi Lancer Evo VI      | -                            | N4 / Gr. N      | 5h11'23"7 | +16'55"5 | 1        |

| Principali ritiri | Principali ritiri | Principali ritiri | Principali ritiri | Principali ritiri      | Principali ritiri       | Principali ritiri | Principali ritiri  | Principali ritiri |
| PS                | Nº                | Pilota            | Copilota          | Auto                   | Squadra                 | Classe/Validità   | Causa              | Pos. rit.         |
| ----------------- | ----------------- | ----------------- | ----------------- | ---------------------- | ----------------------- | ----------------- | ------------------ | ----------------- |
| PS 1              | 6                 | Markko Märtin     | Michael Park      | Subaru Impreza WRC2001 | Subaru World Rally Team | WRC               | Problemi elettrici | -                 |
| PS 1              | 9                 | Piero Liatti      | Carlo Cassina     | Hyundai Accent WRC     | Hyundai Castrol WRT     | WRC               | Motore             | -                 |
| PS 2              | 1                 | Marcus Grönholm   | Timo Rautiainen   | Peugeot 206 WRC (2000) | Peugeot Total           | WRC               | Pompa dell'acqua   | 9º                |
| PS 3              | 16                | Gilles Panizzi    | Hervé Panizzi     | Peugeot 206 WRC (2000) | Peugeot Total           | WRC               | Incidente          | 5º                |
| PS 4              | 2                 | Didier Auriol     | Denis Giraudet    | Peugeot 206 WRC (2000) | Peugeot Total           | WRC               | Ruota danneggiata  | 1º                |
| PS 5              | 18                | Petter Solberg    | Phil Mills        | Subaru Impreza WRC2001 | Subaru World Rally Team | WRC               | Incidente          | 2º                |
| PS 7              | 5                 | Richard Burns     | Robert Reid       | Subaru Impreza WRC2001 | Subaru World Rally Team | WRC               | Rottura meccanica  | 4º                |
| PS 12             | 4                 | Colin McRae       | Nicky Grist       | Ford Focus RS WRC 01   | Ford Motor Co. Ltd.     | WRC               | Rottura meccanica  | 1º                |

Legenda

Pos. = posizione; Nº = numero di gara; PS = prova speciale; Pos. rit. = posizione detenuta prima del ritiro.
| Icona | Classe                                                                                                 |
| ----- | --- |
| WRC   | Equipaggio di classe A8 (World Rally Car) che può conquistare punti per il campionato costruttori.     |
| WRC   | Equipaggio di classe A8 (World Rally Car) che non può conquistare punti per il campionato costruttori. |
| Gr. N | Equipaggio registrato alla Coppa FIA piloti gruppo N.                                                  |
| S1600 | Equipaggio registrato alla Coppa FIA piloti Super 1600.                                                |
| TC    | Equipaggio registrato alla Coppa FIA squadre (FIA Team Cup).                                           |
|       | Ulteriori classificazioni.                                                                             |

### Prove speciali
| Frazione            | Prova | Ora   | Nome                        | Lunghezza | Vincitori                          | Tempo            | Velocità media | Leader del rally                 |
| ------------------- | ----- | ----- | --------------------------- | --------- | ---------------------------------- | ---------------- | -------------- | -------------------------------- |
| Frazione 1 (19 Gen) | PS1   | 10:03 | Bif. D5/D10 - Roquesteron 1 | 22,89 km  | Toni Gardemeister Paavo Lukander   | 20'48"9          | 66,0 km/h      | Toni Gardemeister Paavo Lukander |
| Frazione 1 (19 Gen) | PS2   | 10:46 | St. Pierre - Entrevaux 1    | 30,34 km  | Hermann Gassner Siegfried Schrankl | 25'38"5          | 71,0 km/h      | Didier Auriol Denis Giraudet     |
| Frazione 1 (19 Gen) | PS3   | 13:19 | Bif. D5/D10 - Roquesteron 2 | 22,89 km  | François Delecour Daniel Grataloup | 18'32"7          | 74,1 km/h      | Didier Auriol Denis Giraudet     |
| Frazione 1 (19 Gen) | PS4   | 14:02 | St. Pierre - Entrevaux 2    | 30,34 km  | Colin McRae Nicky Grist            | 22'10"4          | 82,1 km/h      | Colin McRae Nicky Grist          |
| Frazione 1 (19 Gen) | PS5   | 17.03 | Comps - Castellane 1        | 20,53 km  | Tommi Mäkinen Risto Mannisenmäki   | 13'45"4          | 89,5 km/h      | Colin McRae Nicky Grist          |
| Frazione 1 (19 Gen) | PS6   | 18:09 | Clumanc - Lambruisse 1      | 14,75 km  | Carlos Sainz Luis Moya             | 10'32"5          | 84,0 km/h      | Colin McRae Nicky Grist          |
|                     |       |       |                             |           |                                    |                  |                | Colin McRae Nicky Grist          |
| Frazione 2 (20 Gen) | PS7   | 09:53 | Bif. D1/C1 - Turriers       | 24,12 km  | Tommi Mäkinen Risto Mannisenmäki   | 17'31"1          | 82,6 km/h      | Colin McRae Nicky Grist          |
| Frazione 2 (20 Gen) | PS8   | 11:06 | Sisteron - Thoard 1         | 36,69 km  | Tommi Mäkinen Risto Mannisenmäki   | 26'02"3          | 84,5 km/h      | Colin McRae Nicky Grist          |
| Frazione 2 (20 Gen) | PS9   | 13:34 | Clumanc - Lambruisse 2      | 14,75 km  | François Delecour Daniel Grataloup | 10'25"1          | 84,9 km/h      | Tommi Mäkinen Risto Mannisenmäki |
| Frazione 2 (20 Gen) | PS10  | 15:07 | Comps - Castellane 2        | 20,53 km  | prova cancellata                   | prova cancellata |                | Tommi Mäkinen Risto Mannisenmäki |
| Frazione 2 (20 Gen) | PS11  | 18:00 | Sisteron - Thoard 2         | 36,69 km  | Colin McRae Nicky Grist            | 26'22"1          | 83,5 km/h      | Colin McRae Nicky Grist          |
|                     |       |       |                             |           |                                    |                  |                |                                  |
| Frazione 3 (21 Gen) | PS12  | 09:08 | Sospel - La Bollene 1       | 32,72 km  | Freddy Loix Sven Smeets            | 28'19"0          | 69,3 km/h      | Tommi Mäkinen Risto Mannisenmäki |
| Frazione 3 (21 Gen) | PS13  | 10:03 | Loda - Luceram 1            | 16,55 km  | Tommi Mäkinen Risto Mannisenmäki   | 14'57"6          | 66,4 km/h      | Tommi Mäkinen Risto Mannisenmäki |
| Frazione 3 (21 Gen) | PS14  | 12:28 | Sospel - La Bollene 2       | 32,72 km  | François Delecour Daniel Grataloup | 26'24"6          | 74,3 km/h      | Tommi Mäkinen Risto Mannisenmäki |
| Frazione 3 (21 Gen) | PS15  | 13:23 | Loda - Luceram 2            | 16,55 km  | Carlos Sainz Luis Moya             | 14'09"5          | 70,1 km/h      | Tommi Mäkinen Risto Mannisenmäki |

## Classifiche mondiali
Classifica generale piloti
| Pos. | Pilota            | Punti |
| ---- | ----------------- | ----- |
| 1    | Tommi Mäkinen     | 10    |
| 2    | Carlos Sainz      | 6     |
| 3    | François Delecour | 4     |
| 4    | Armin Schwarz     | 3     |
| 5    | Toni Gardemeister | 2     |
| 6    | Freddy Loix       | 1     |

Classifica costruttori WRC
| Pos. | Squadra                      | Punti |
| ---- | ---------------------------- | ----- |
| 1    | Marlboro Mitsubishi Ralliart | 13    |
| 2    | Ford Motor Co. Ltd.          | 6     |
| 3    | Škoda Motorsport             | 5     |
| 4    | Hyundai Castrol WRT          | 2     |

Legenda: Pos.= Posizione.